# Interpreting the Masters Volume 1: A Tribute to Daryl Hall and John Oates
Interpreting the Masters Volume 1: A Tribute to Daryl Hall and John Oates è il terzo album in studio del gruppo indie pop statunitense The Bird and the Bee, pubblicato nel 2010.
Si tratta di un album tributo al duo Hall & Oates. Solo Heard It on the Radio è un brano originale.

## Tracce
1. Heard It on the Radio (Greg Kurstin, Inara George) – 3:03
2. I Can't Go for That (Daryl Hall, John Oates, Sara Allen) – 3:36
3. Rich Girl (Hall) – 2:49
4. Sara Smile (Hall, Oates) – 3:06
5. Kiss on My List (Janna Allen, Hall) – 4:19
6. Maneater (Hall, Oates, S. Allen) – 3:32
7. She's Gone (Hall, Oates) – 3:03
8. Private Eyes (Hall, Warren Pash, S. Allen, J. Allen) – 3:03
9. One on One (Hall) – 3:40

## Formazione
- Greg Kurstin – basso, batteria, tastiere, programmazioni, chitarra (6), produzione, missaggio, ingegneria
- Inara George – voce